# امپراتوری روسیه

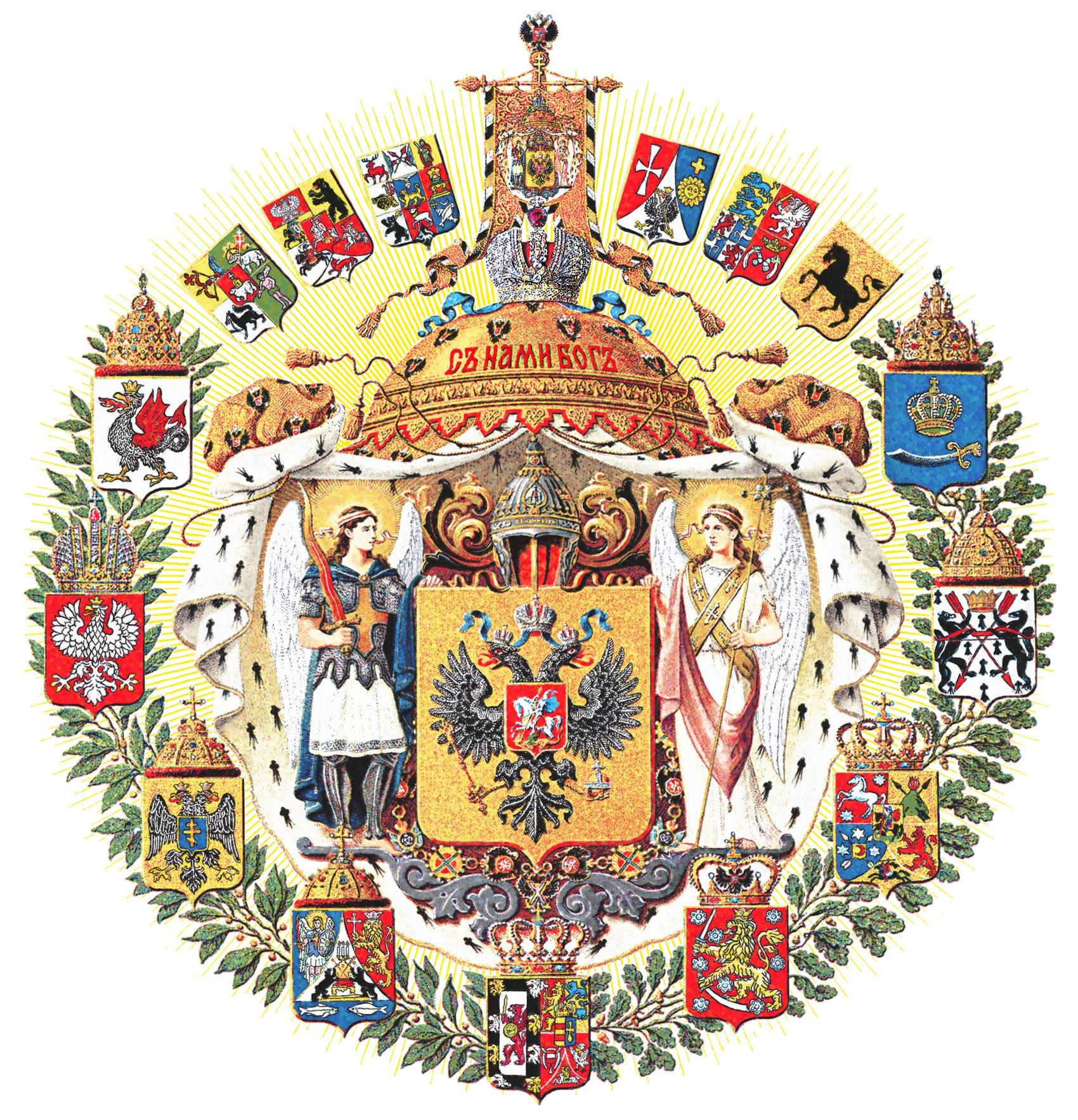
نشان کبیر امپراتوری روسیه که از سال ۱۸۸۲ تا ۱۹۱۷ به‌کار می‌رفت

امپراتوری روسیه (به روسی: Российская империя)، که با نام روسیه امپراتوری نیز شناخته می‌شود، دوره پایانی سلطنت روسیه را از زمان اعلام آن در نوامبر ۱۷۲۱ تا نابودی در مارس ۱۹۱۷ شامل می‌شود. این امپراتوری به مدت ۱۹۶ سال بر بیشتر مناطق شمال اوراسیا حکومت کرد و پایتخت آن شهر سنت‌پترزبورگ بود.
ظهور امپراتوری روسیه با افول قدرت‌های رقیب همسایه از جمله امپراتوری سوئد، مشترک المنافع لهستان-لیتوانی، ممالک محروسه صفوی، امپراتوری عثمانی و دودمان چینگ چین، برابر شد. این حکومت همچنین بین سال‌های ۱۷۹۹ و ۱۸۶۷ مستعمره‌هایی در آمریکای شمالی داشت. امپراتوری روسیه با مساحت تقریباً ۲۲٬۸۰۰٬۰۰۰ کیلومتر مربع (۸٬۸۰۰٬۰۰۰ مایل مربع)، پس از امپراتوری بریتانیا و امپراتوری مغول، سومین امپراتوری بزرگ تاریخ از لحاظ وسعت محسوب می‌شود. در سرشماری سال ۱۸۹۷ روسیه بر جمعیتی حدود ۱۲۵٫۶ میلیون نفری حکومت می‌کرد که تنها سرشماری انجام شده در کل دوره ی امپراتوری بود. از شاخصه‌های مهم این امپراتوری تنوع قومی، زبانی، مذهبی و اقتصادی، و البته وضعیت فلاکت‌بار اکثریت جمعیت دهقان آن بود.

## تاریخچه

### پتر کبیر (۱۶۷۲–۱۷۲۵)

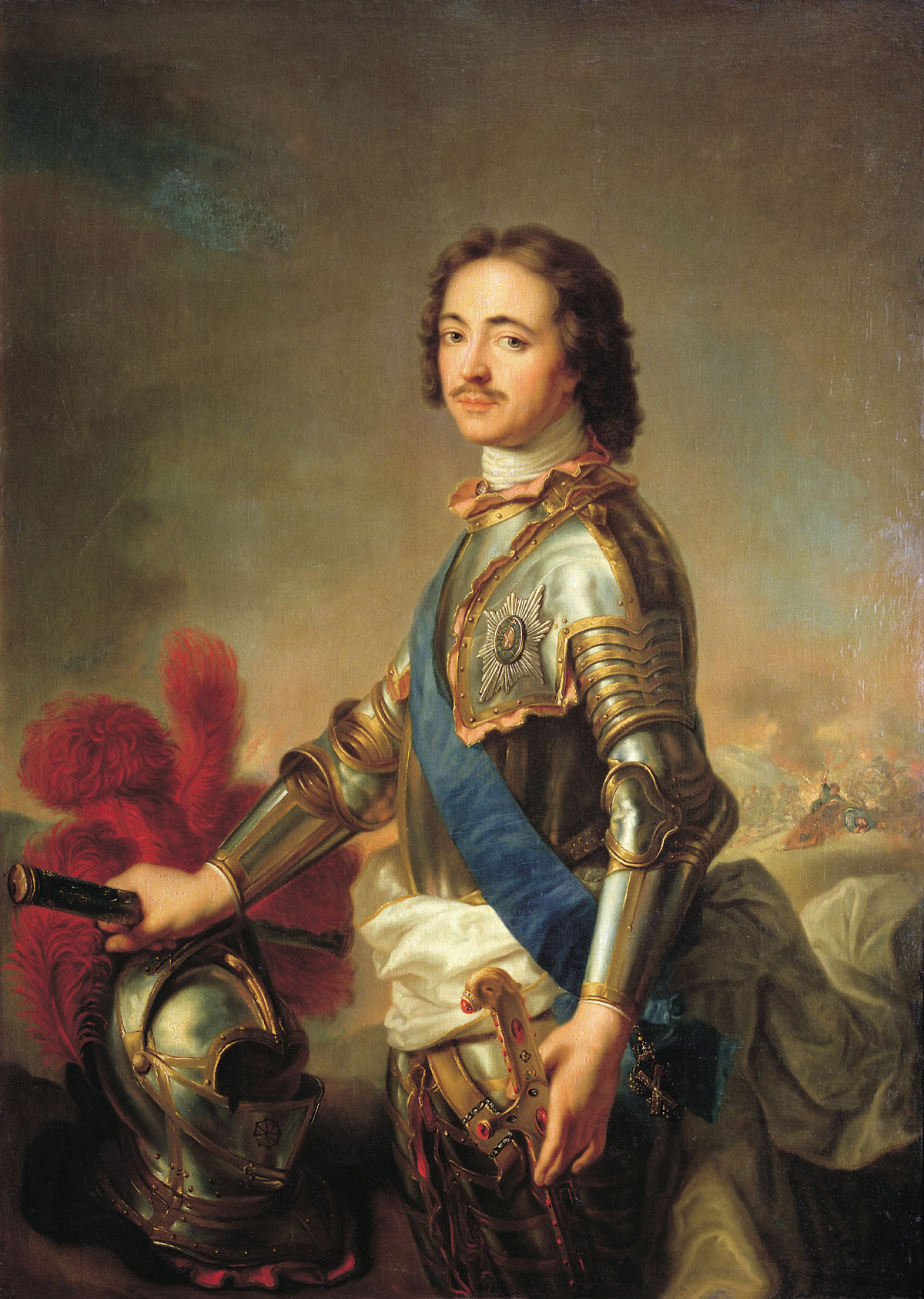
پتر کبیر در سال ۱۷۲۱، نام روسیه تزاری را به امپراتوری روسیه تغییر داد و خود، نخستین امپراتور روسیه شد.

پتر یکم چهارمین تزار روسیه از دودمان رومانوف بود. پتر را با اصلاحات مشهور و وسیعی که در ساختار فرهنگی، اجتماعی، نظامی و علمی و حتی مذهبی روسیه به وجود آورد می‌شناسند. پتر کبیر، فرمانروایی بود که سعادت کشورش را در غربی شدن می‌دانست او برای همین هدف همه بنیان‌های کشور روسیه را از امور سطحی تا امور حساس هدف قرار داد. او الفبای زبان روسی را که در مناطق مختلف کشور تفاوت‌های محسوسی داشت را وحدت بخشید، گاه‌ شماری میلادی را جایگزین تقویم سنتی روس‌ها کرد میلاد مسیح را به‌عنوان مبدأ تقویم پذیرفت درحالی‌که مبدأ تقویم روسی باستان آغاز خلقت بود. پتر یکم نخستین روزنامه روسیه را بنیان گذاشت، لباس مردم روسیه را غربی کرد و قانون منع گذاشتن ریش برای مردان وضع کرد و فقط روحانیون و دهقانان را از این قانون معاف داشت، ارتش نوینی را برای روسیه به وجود آورد، نیروی دریایی روسیه را به سرعت گسترش داد و تسلیحات جدید برای ارتش تهیه نمود و ارتش سنتی روسیه را به یک ارتش مدرن و پر قدرت تبدیل کرد برای گسترش خاک روسیه شرق و غرب را در نظر گرفت. وسعت امپراتوری روسیه در دوران فرمانروایی پتر کبیر بیش از دو برابر گسترش یافت. در شرق، روس‌ها بخش‌های وسیعی از سیبری را تصرف کردند و در غرب نیز پتر کبیر در نبرد شمال موفق به شکست دادن سوئدی‌ها و تصرف بخش‌هایی از لیتوانی و لهستان شد و موفق به تصرف سواحل گسترده‌ای از دریای بالتیک شد در نتیجهٔ این جنگ، سیادت پادشاهی سوئد بر شمال اروپا و سیادت لهستان بر اروپای شرقی پایان یافت و روسیه برتری‌اش را بر اروپای شمالی و شرقی تثبیت کرد. پتر به تحول علمی روسیه اهمیت بسیار می‌داد و فرهنگستان علوم سن پترزبورگ را به‌عنوان جایی برای گردهمایی دانشمندان مشهور آن روزهای امپراتوری روسیه به وجود آورد.
پتر همچنین شهر سن پترزبورگ را بنا نهاد و آن شهر را با کاخ‌های باشکوه تزئین نمود تا آن شهر در جایگاهی برابر با شهرهای بزرگ اروپایی مانند پاریس و لندن باشد و سپس در سال ۱۷۱۲ پایتخت روسیه را به این شهر منتقل کرد. پتر در سال ۱۷۲۵ در سن ۵۳ سالگی درگذشت. پس از پتر کبیر، از سال ۱۷۲۵ تا ۱۷۴۱ هرج و مرج در روسیه حاکم بود و چندین تزار از جمله همسر بیوهٔ پتر، کاترین یکم برای مدت کوتاهی به قدرت رسیدند که توانایی‌های پتر را نداشتند. پس از کاترین یکم، تاج به ملکه آنا، امپراتریس روسیه رسید. او روند اصلاحات را کند کرد و جنگ موفقی را علیه امپراتوری عثمانی رهبری کرد. این جنگ، منجر به تضعیف قابل‌توجه خانات کریمه، یک حکومت دست‌نشاندهٔ عثمانی و دشمن طولانی‌مدت روسیه شد. نارضایتی از مواضع تحت تسلط آلمانی‌های بالتیک در سیاست روسیه باعث شد که دختر پتر اول، الیزابت بر تاج و تخت روسیه بنشیند.

### الیزابت روسیه (۱۷۴۱–۱۷۶۲)
الیزابت، دختر پتر یکم امپراتور اصلاح‌طلب روسیه بود او نیز تحت تربیت پدر و عقاید او بزرگ شده و دوران حکمرانی‌اش که از سال ۱۷۴۱ تا سال ۱۷۶۲ به مدت ۲۱ سال تا زمان مرگش ادامه داشت دورانی از پیگیری سیاست‌های فرهنگی، اقتصادی، سیاسی و نظامی پتر کبیر بود. او مانند پدرش برای گسترش نفوذ روسیه دست به اقدامات نظامی کشورگشایانه زد گرچه نسبت به پتر یکم به توفیقات کمتری در این راه رسید. تأسیس دانشگاه دولتی مسکو و دخالت روسیه در جنگ هفت‌ساله از اقدامات مهم دورهٔ الیزابت بود.
نبرد با امپراتوری لهستان که با دوک‌نشین لیتوانی متحد شده و یک حکومت واحد را به‌وجود آورده بودند یکی از مهم‌ترین موفقیت‌های او بود همچنین الیزابت در جنگ جانشینی اتریش توانست موفقیت‌آمیز ظاهر شود گرچه برخلاف خواسته‌هایش مناطق زیادی به خاک روسیه ملحق نشد. الیزابت پیش از مرگش، خواهرزاده‌اش پتر سوم را به جانشینی انتخاب کرد اما مدت حکومت پتر سوم به‌دلیل کودتای همسرش کاترین علیه او، بسیار کوتاه (۱۸۵ روز) بود. پس از مرگ الیزابت، کاترین که بعدها به کاترین دوم ملقب شد، قدرتی برابر با پتر کبیر داشت و روسیه را قدرتمندتر و بسیار بزرگ‌تر از قبل کرد.

### کاترین کبیر (۱۷۶۲–۱۷۹۶)

کاترین کبیر (نقاشی مربوط به دههٔ ۱۷۸۰)

الیزابت هرگز ازدواج نکرد به همین خاطر فرزندی نداشت اما از حق حاکمیت‌اش برای انتخاب فرمانروای بعد از خود استفاده کرد، او فرزند خواهرش کارل پطرس که بعدها به پتر سوم شهرت یافت را برای جانشینی‌اش در نظر گرفت. پتر سوم در آلمان متولد شده و رشد یافته بود و حتی زبان روسی را به‌خوبی صحبت نمی‌کرد از همین جهت الیزابت برای همسری او، یک دختر اشراف‌زادهٔ آلمانی به نام «سوفیا آگوستا آنهالت زبرست» را انتخاب کرد. پس از آمدن پتر سوم به همراه سوفیا به روسیه از آن‌جا که نام سوفیا نام خواهر پتر کبیر بود که علیه او شوریده بود و مورد غضب پتر کبیر و منفور خاندان سلطنتی شده بود نام سوفیا تغییر کرد و او نام کاترین یکم همسر محبوب پتر کبیر را برای خود برگزید. سرانجام ازدواج پتر سوم و سوفیا که حالا کاترین نامیده می‌شد در سال ۱۷۴۴ میلادی اتفاق افتاد، از این ازدواج یک پسر و یک دختر به دنیا آمدند با این وجود زندگی کاترین با پتر سوم زندگی شادی نبود، پتر خیلی زود بیمار گشت، او مبتلا به آبله شده بود، این بیماری چهره پتر را بسیار زشت کرد، کاترین پس از بیماری سعی می‌کرد همسر خود را دلداری دهد اما علاوه بر چهرهٔ زشت‌شدهٔ پتر، اخلاق او نیز بسیار تند شده بود، پتر هر روز وقت کم‌تری با همسرش می‌گذرانید و بیشتر وقتش را یا به انجام تشریفات نظامی یا به رفتن به میکده‌ها و خوشگذرانی با دوستانش می‌گذراند به همین دلایل، کاترین به‌کلی از همسرش فاصله گرفته بود، علاوه بر کاترین و درباریان، فرماندهان ارتش و اشراف با نفوذ روسیه نیز از رفتارهای پتر سوم رنجیده شده بود و پذیرش پادشاهی او برای آنان دشوار بود. در سال ۱۷۶۲ الیزابت از دنیا رفت و پتر با عنوان پتر سوم به فرمانروایی رسید، اخلاق او اما پس از رسیدن به قدرت، تغییری نکرد و خشم درباریان بیشتر می‌شد. کاترین همچنین به‌دلیل بی‌توجهی‌های پتر سوم، معشوق‌هایی برگزیده بود که همگی از متنفذین دربار و نظامیان برجسته بودند. سرانجام تنها پس از ۱۸۵ روز از تاج‌گذاری پتر سوم، کودتایی توسط درباریان و محافظان قصر صورت گرفت که نتیجهٔ آن، سرنگونی پتر سوم بود. کاترین که در هنگام کودتا در یکی از کاخ‌های بیرون از پایتخت به سر می‌برد خودش را به‌سرعت به پایتخت رسانید و خود را ملکه و فرمانروای روسیه خواند.
کاترین از سال ۱۷۹۶ میلادی به مدت ۳۴ سال بر روسیه حکومت کرد. وی پس از تاج‌گذاری همانند پتر کبیر به اصلاحات علاقهٔ زیادی نشان داد. او به نوسازی ارتش روسیه پرداخت به‌ویژه نیروی دریایی امپراتوری روسیه را که پتر کبیر آن را بنیان نهاده بود توسعه بخشید و نیروی دریایی بزرگ روسیه در دریای سیاه و دریای مدیترانه حضور پیدا کرد. در سال ۱۷۶۷ میلادی روسیه علیه امپراتوری عثمانی وارد جنگ شد که به پیروزی روسیه انجامید و روس‌ها جنوب سرزمین اوکراین، شبه‌جزیره کریمه و سرزمین مولداوی را تسخیر نمودند، همچنین کاترین موفقیت‌آمیز علیه لهستانی‌ها جنگید و به ادعای پادشاهی لهستان بر سرزمین لیتوانی پایان بخشید. اما مهم‌تر از موفقیت‌های نظامی کاترین، تأثیرات فرهنگی و اجتماعی دوران سلطنت او بود. کاترین علاقه وافری به هنر و فلسفه داشت، او بسیاری از برجسته‌ترین هنرمندان سراسر اروپا را به روسیه دعوت می‌کرد و بناهای باشکوه، باغ‌های رؤیایی و کاخ‌های مجلل بسیاری در این دوران ساخته شد. کاترین همچنین به جمع‌آوری آثار هنری علاقه بسیاری داشت و با هزینه‌های گزاف برجسته‌ترین آثار هنری، از نقاشی‌ها، مجسمه‌ها، ظروف، پرده و مبلمان گرفته تا نقاشی‌های دیواری و شیشه‌کاری‌های مجلل را جمع‌آوری می‌کرد، او به کتاب نیز عشق می‌ورزید و کتابخانه بزرگ سلطنتی سن پترزبورگ را افتتاح کرد و ده هزار کتاب از سراسر جهان را در آن جا گرد آورد. او تلاش می‌کرد مردم عادی روسیه را نیز با فرهنگ و هنر آشنا سازد به همین خاطر صدها سالن نمایش، اپرا و سالن‌های رقص و موسیقی باشکوه در شهرهای روسیه ساخته شد و چندین دانشگاه نیز افتتاح گشت و بناهای زیادی با قیمت زیاد در کشور ساخته شد اما همه این ساخت و سازها، هزینهٔ گزافی را موجب می‌شد که نارضایتی مردم را در پی داشت. در آن دوره در روسیه ساختار ارباب‌رعیتی حاکم بود. کاترین ابتدا سعی کرد تغییراتی در این سیستم ایجاد کند اما هم به‌دلیل مخالفت‌های بسیار اشراف که حتی نزدیک‌ترین افراد به کاترین یعنی معشوق‌هایش را هم شامل می‌شدند و هم به‌دلیل این‌که انجام طرح‌های پرهزینهٔ موردنظر کاترین، بدون پرداخت مالیات و حمایت‌های همین اشراف ممکن نبود، نتوانست اصلاحی در این زمینه صورت نماید، اما نارضایتی‌های مردمی، ستم‌های بی‌حد اربابان و بی‌تفاوتی ملکه سرانجام به شورشی بزرگ بین سال‌های ۱۷۷۳ تا ۱۷۷۵ انجامید، دهقانان روسیه به رهبری یک کازاک به‌نام یملیان پوگاچوف این قیام را انجام دادند. پوگاچوف ادعا کرد پتر سوم همسر کاترین است و مدعی شد که پس از مدتی که در مصر اقامت کرده، حالا بازگشته است. او به مردم وعده داد سیستم ارباب‌رعیتی را براندازد، بردگان را آزاد کند و زمین‌ها را میان دهقانان تقسیم نماید، او حتی موفق شد شهر کازان از شهرهای بزرگ روسیه را تسخیر کند و برای چند ماه، این شهر را در دست داشته باشد. گرچه این شورش سرانجام توسط ارتش امپراتوری روسیه سرکوب شد، از آن به‌عنوان بزرگ‌ترین قیام دهقانی روسیه و منشأ قیام‌ها و انقلاب‌های بعدی یاد می‌گردد. کاترین کبیر سرانجام در سال ۱۷۹۶، در سن ۶۴ سالگی پس از ۳۴ سال فرمانروایی درگذشت.
تا زمان مرگ او در سال ۱۷۹۶، سیاست‌های توسعه‌طلبانهٔ کاترین باعث شد روسیه به یک قدرت بزرگ اروپایی تبدیل شود. این روند با خلاص شدن فنلاند توسط الکساندر یکم از پادشاهی ضعیف سوئد در سال ۱۸۰۹ و بیسارابیا از سلطنت مولداوی که توسط عثمانی‌ها در سال ۱۸۱۲ واگذار شد ادامه یافت.

### تزار الکساندر یکم (۱۸۰۱–۱۸۲۵)
پس از درگذشت کاترین کبیر در سال ۱۷۹۶ پسر بزرگ‌اش پائول به قدرت رسید اما پائول مانند پدرش فردی ناتوان، ضعیف و بی‌انگیزه بود و خود کاترین نیز علاقه‌ای به پادشاه شدن او نداشت، در عوض پسر بزرگ پائول یعنی الکساندر، هم زیبا و هم جوانی باانگیزه برای امپراتوری بود و کاترین نیز نوه‌اش را برای پادشاهی ترجیح می‌داد. دوران حکومت پائول بسیار کوتاه بود و پنج سال دوام آورد تنها اقدام قانونی وی در طول حکومت‌اش، ممنوع نمودن به پادشاهی رسیدن زنان در روسیه بود. در حقیقت او از این‌که زن دیگری مانند مادرش کاترین با کنار زدن تزار، قدرت را در دست بگیرد می‌هراسید. پس از درگذشت پائول در سال ۱۸۰۱، الکساندر به قدرت رسید. دوران حکومت الکساندر از دوره‌های مهم و تأثیرگذار در جهان بود، در سال ۱۸۱۳ ناپلئون بناپارت امپراتور فرانسه به بهانهٔ کمک کردن روس‌ها برای دور زدن تحریم‌هایی که ناپلئون علیه بریتانیا وضع کرده بود به روسیه حمله کرد و در ابتدا پیروزی‌هایی به‌دست‌آورد. الکساندر جوان که مقابلهٔ مستقیم در جنگی بزرگ با ناپلئون را به نفع خود نمی‌دانست، سعی کرد با طولانی کردن جنگ و کشاندن جنگ به زمستان سخت روسیه و نیز با استفاده از راهبرد زمین سوخته، ارتش ناپلئون را به کام نابودی بکشد. در راهبرد زمین سوخته، مردم روسیه هر وقت محافظت از شهر یا روستاها را ناممکن می‌دیدند از منطقه عقب‌نشینی می‌کردند. اما همه آذوقه‌ها را یا با خود می‌بردند یا نابود می‌کردند. چاه‌ها را نابود و مزارع را می‌سوزاندند تا هیچ غذایی به ارتش ناپلئون نرسد. ابتکار عمل الکساندر جواب داد و ارتش بزرگ ناپلئون شکستی سخت خورد. در آن زمستان سرد، دهقانان روس به کمین سربازان فرانسه نشسته و با حملات چریکی آن‌ها را از بین می‌بردند.
یک سال بعد، ناپلئون سقوط کرد و به جزیره سنت خان تبعید شد. او اما یک سال بعد یعنی در ۱۸۱۵ از تبعید گریخت و با ورود به فرانسه و با کمک مردم و افسران وفادارش قدرت را پس گرفت. اما این بار پنج ارتش دشمن ناپلئون یعنی بریتانیا، روسیه، پروس، اتریش و امپراتوری عثمانی به‌طور متحد، علیه فرانسه وارد جنگ شدند. ناپلئون در نبرد واترلو شکست خورد و الکساندر، ارتش روسیه را پیروزمندانه وارد پاریس نمود و این شهر را تسخیر کرد. در کنگره وین که پس از سقوط ناپلئون برگزار شد الکساندر موفق شد لهستان و فنلاند را ضمیمهٔ خاک روسیه نماید. او با فتح پاریس، منجی اروپا خوانده شد و پس از کنگرهٔ وین، پادشاه لهستان کنگره شد.

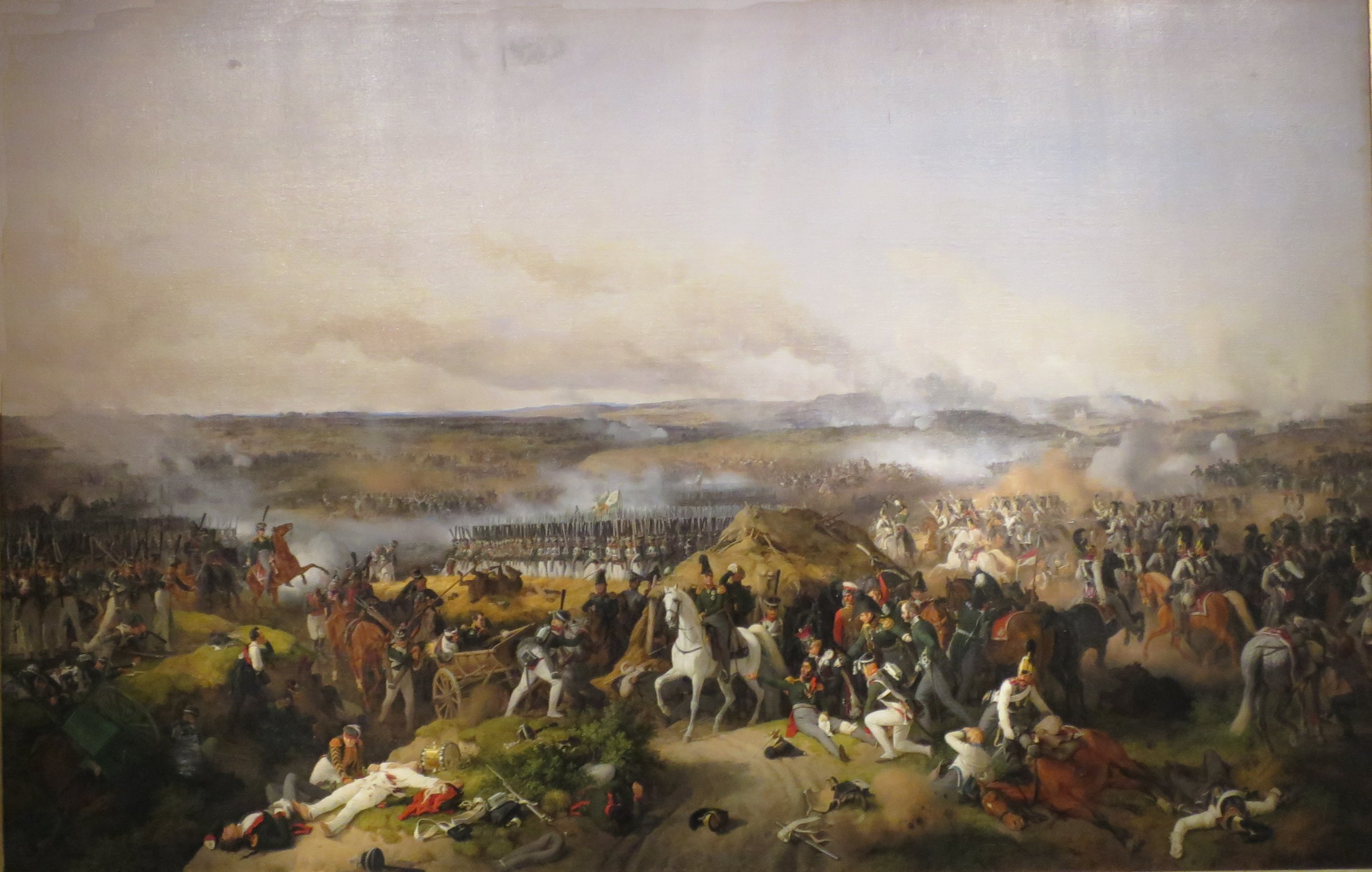
یک تابلوی نقاشی‌شده در سال ۱۸۴۳ در رابطه با جنگ بورودینو (۱۸۱۲)

جنگ‌های ده ساله میان ایران و روسیه و امضای عهدنامه گلستان نیز ناشی از این جنگ‌ بود که به موجب آن ایران شکست خورد و روسیه سراسر جنوب قفقاز یعنی گرجستان، دربند، گنجه و شروان (جمهوری آذربایجان کنونی) را تسخیر نمود.
الکساندر یکم در سال ۱۸۲۵ از دنیا رفت و برادرش نیکلای یکم جانشین او شد.

### تزار نیکلای یکم (۱۸۲۵–۱۸۵۵)
پس از مرگ الکساندر یکم برادرش نیکلای با عنوان تزار نیکلای یکم به امپراتوری روسیه رسید و به‌مدت سی سال از ۱۸۲۵ تا ۱۸۵۵ بر روسیهٔ تزاری حکومت کرد. دوران حکومت او دورانی توأم با آرامش و رونق اقتصادی بود، در زمان همین تزار، دوره دوم جنگ های ایران و روسیه از ۱۸۲۶ تا ۱۸۲۸ میلادی اتفاق افتاد که به موجب آن ایران مجدداً شکست خورد و عهدنامه ترکمانچای امضا شد که به موجب آن علاوه بر سرزمین های معاهده گلستان، ارمنستان و نخجوان هم به روسیه واگذار گردید، همچنین جنگ با امپراتوری عثمانی نیز بسیار موفقیت‌آمیز بود و روس‌ها منطقه مولداوی را ضمیمهٔ خاک روسیه کردند. مرزهای روسیه در خاور دور نیز مشخص شد و مناطق شمالی رود آمور از چین به تصرف روسیه درآمد، شورش نیروهای مذهبی در قفقاز نیز در زمان سلطنت نیکولای آغاز شد که بعدها در زمان پسرش الکساندر دوم سرکوب شد. پادشاهی نیکلای یکم با جنگ کریمه به پایان رسید، روسیه جنگ ماجراجویانه‌ای برای تصرف شبه‌جزیره بالکان که در تسخیر عثمانی‌ها بود را آغاز کردند و با کمک مردم مسیحی بالکان موفقیت‌هایی به‌دست آوردند که حتی پایتخت عثمانی، شهر استانبول توسط ارتش روسیه محاصره شد. دولت‌های اروپای غربی که از تسلط روسیه بر بالکان هراس داشتند به نفع عثمانی وارد جنگ شدند و این نخستین باری بود که دولت‌های مسیحی به نفع دولت مسلمان عثمانی علیه یک دولت مسیحی دیگر وارد جنگ می‌شدند. بریتانیا، فرانسه و اتریش به حمایت از عثمانی پرداختند، ارتش کشورهای اروپای غربی، نیروی دریایی امپراتوری روسیه را در هم شکست و استانبول را از محاصره خارج ساخت و سپس ارتش‌های عثمانی، بریتانیا و فرانسه با هم به خاک روسیه حمله و بندر سواستوپول در شبه‌جزیره کریمه که از اهمیت نظامی بالایی برخوردار بود را تسخیر کردند. نیکلای از در صلح برآمد اما چون نمی‌توانست شکست را بپذیرد با خوردن زهر، خودکشی کرد. سپس پسرش الکساندر دوم امپراتور روسیه شد که با عثمانی صلح کرد و دو طرف مرزهای پیش از جنگ را با وساطت بریتانیا به رسمیت بازگرداندند و صلح، میان دو کشور، برقرار شد.

### تزار الکساندر دوم (۱۸۵۵ تا ۱۸۸۱)
تزار الکساندر دوم فرزند تزار نیکلای یکم معروف به تزار آزادی‌بخش پس از پدرش در سال ۱۸۵۵ به تخت پادشاهی روسیه نشست. در سال ۱۸۶۱ تزار الکساندر دوم رعیت‌داری را در روسیه لغو کرد. او کسی بود که نخستین گروه از آزادی‌خواهان روسی را که اغلب جزو شاهزادگان و اشراف و افسران ارتش و معروف به دسامبریست‌ها بودند (چون در ماه دسامبر علیه تزار نیکلای یکم شورش کردند) و مدت ۳۰ سال در سیبری با شدیدترین مجازات‌ها به حبس ابد محکوم شده بودند را آزاد کرد. تزار امیدوار بود روسیه را مانند کشورهای اروپای غربی در راه مدرن‌سازی به حرکت درآورد. اما این اقدام به سود ثروتمندان تمام می‌شود و تنها گروه کوچکی از دهقانان موفق به تهیهٔ زمین می‌شوند. اکثر دهقانان فقیرتر از آن هستند که زمینی بخرند. این دهقانان از نظر فرهنگی عقب‌مانده‌تر از طبقات رنجبر اروپای غربی هستند.
او در ابتدای پادشاهی با مشکلات مربوط به جنگ کریمه که در زمان پدرش آغاز شده بود دست به گریبان بود و البته توانست به شکلی آبرومندانه با دول متخاصم (انگلستان، فرانسه و عثمانی) صلح کند. او مردی روشنفکر بود که قصد آزادسازی رعیت‌ها را داشت. این تزار روشنفکر که در صدد انجام اصلاحات در کشورش بود بیشتر از دیگر تزارها توسط تروریست‌ها مورد سوءقصد قرار گرفت و نهایتاً در اثر یکی از همین سوءقصدها به شدت زخمی شد و در حالی‌که انجام اصلاحات وی نتیجه‌ای نداده بود فوت کرد. از عوامل ناکامی تزار در انجام اصلاحات می‌توان به مخالفت بویارها (اشراف روسیه) و ایرادات نظام اداری روسیه اشاره کرد.

### تزار الکساندر سوم (۱۸۸۱–۱۸۹۴)
تزار الکساندر سوم مانند پدرش سیاست‌های مدرن‌سازی را دنبال می‌کرد. در دورهٔ او، کارخانجات جدیدی در سن پترزبورگ و مسکو احداث شد و جمعیت کارگری عظیمی در حومهٔ این شهرها زندگی می‌کردند، اما الکساندر سوم، میزان آزادی‌های اجتماعی را برخلاف پدرش کاهش داد. در این دوره، سانسور و حکومت پلیسی و تعقیب و آزار اقلیت‌ها خصوصاً یهودی‌ها شدت گرفت.

### تزار نیکلای دوم (۱۸۹۴–۱۹۱۷)
در ۱۸۹۴ نیکلای دوم به جای پدرش به پادشاهی رسید و راه او را ادامه داد. در ۱۸۹۸ حزب سوسیال دموکرات کارگری روسیه نخستین کنگره‌اش را به‌صورت مخفیانه در مینسک بر پا می‌کند. برنامهٔ این حزب بر مبنای عقاید کارل مارکس و انگلس که پلخانف تشریح می‌کرد تدوین شد. پلخانف با ترور، مخالف و معتقد بود که روسیه نخست باید دورهٔ رشد سرمایه‌داری را طی کند تا سپس بتواند به دموکراسی و سوسیالیسم برسد.

پرچم ملی امپراتوری روسیه برای استفاده خصوصی که حاوی پرچم ملی روسیه و استاندارد امپراتوری امپراتور روسیه است.

### حزب سوسیال دموکرات کارگری روسیه
در سال ۱۹۰۳ میلادی، دومین کنگره حزب سوسیال دموکرات کارگری روسیه در بروکسل و سپس در لندن تشکیل شد. در لندن این حزب به دو دسته تقسیم شد: بلشویک‌ها (اکثریت) منشویک‌ها (اقلیت). بلشویک‌ها معتقد بودند که نباید منتظر ماند تا پس از دورهٔ سرمایه‌داری به سوسیالیسم برسیم. رهبر بلشویک‌ها «لنین» دو بار به اتهام فعالیت‌هایش به سیبری تبعید شد. لنین از سال ۱۹۰۰ در اروپای غربی زندگی می‌کرد.

### جنگ روسیه و ژاپن
علت آغاز جنگ روسیه و ژاپن زمانی بود که نیکلای دوم به ژاپن سفر کرد و به بازدید از یکی از معابد ژاپن رفت در این هنگام یکی از موبدان که از وجود فردی بی‌ایمان چون نیکلای خشمگین شد با شمشیر به او حمله کرد، با واکنش سریع نگهبانان، آن موبد ازپای درآمد ولی نیکلای دوم که سخت ترسیده بود، حاکمان امپراطوری ژاپن را در این حادثه مقصر می‌دانست. پس از این حادثه،  کدورت هایی ایجاد شد که تا زمان آغاز جنگ ادامه یافت.
در سال ۱۹۰۴ میلادی، امپراتوری روسیه علیه امپراتوری ژاپن اعلان جنگ کرد تا حکومتش را به منچوری و کره برساند. نیکلای دوم انتظار یک پیروزی آسان را داشت اما شکست‌های سختی خورد. هم‌زمان در روسیه تظاهرات آرامی در ۵ ژوئیه ۱۹۰۵ در مقابل کاخ زمستانی تزار در سن پترزبورگ برگزار می‌شود که به خاک و خون کشیده شد. این تظاهرات به یکشنبه خونین مشهور شد.
با این رویدادها و سرانجام تسلیم شدن روسیه به ژاپن در ۱۹۰۵ میلادی، اعتصابات کارگری افزایش یافت. شوراهای کارگری برای هماهنگی اعتصابات تشکیل می‌شد. شورای سن‌پترزبورگ به رهبری لئو تروتسکی یکی از یاران سابق لنین نقش مهمی در این واقعه داشت. قیام کارگری سرکوب شد. اعضای شورا دستگیر شدند و تروتسکی به سیبری تبعید شد اما از آنجا گریخت. سپس نیکلای دوم قول داد که آزادی‌های مدنی بدهد و اصلاحاتی را به عمل آورد.

## انتخابات دوما
در ۱۹۰۶ و ۱۹۰۷ میلادی، سه انتخابات برگزار شد. در دومای اول که به صورت انتخابات محدود برگزار شد مخالفان نیکلای دوم رأی آوردند. نیکلای دوم انتخابات را باطل کرد و انتخابات مجدداً برگزار شد. این بار مخالفان تندتری رأی آوردند. تزار باز هم دوما را منحل کرد. انتخابات سوم برگزار شد و این بار مطیعان تزار وارد دوما شدند. در ۱۹۱۲ میلادی، بلشویک‌ها راه خود را از دیگر گروه‌های سوسیال دموکرات جدا کردند. بلشویک‌ها اقدام به ایجاد یک حزب مستقل کردند.

## ورود روسیه به جنگ جهانی اول
در اوت ۱۹۱۴ روسیه وارد جنگ جهانی اول شد. نخست فقط بلشویک‌ها مخالف ورود روسیه به این جنگ بودند، اما به تدریج شکست‌های روسیه حامیان سلطنت نیکلای دوم را به حداقل رساند. در اوایل مارس ۱۹۱۷ اکثر کارگران در پتروگراد و مسکو دست به اعتصاب زدند. شورش به پادگان‌ها رسید. در ۱۱ مارس ۱۹۱۷ میلادی، نیکلای دوم، دوما را منحل کرد، اما نمایندگان دوما متفرق نشدند. در ۱۵ مارس ۱۹۱۷ میلادی، نیکلای دوم به نفع گراند دوک میخائیل کنار می‌رود. میخائیل حاضر نمی‌شود سلطنت را بپذیرد. دوما حکومت موقتی از اعتدالیون را به رهبری شاهزاده لووف به کار می‌گمارد. شورای پتروگراد که منشویک‌ها و سوسیالیست‌ها در آن اکثریت دارند به صورت رقیب شورای موقت در می‌آید.

### نبردهای ایران و روسیه در جنگ جهانی اول

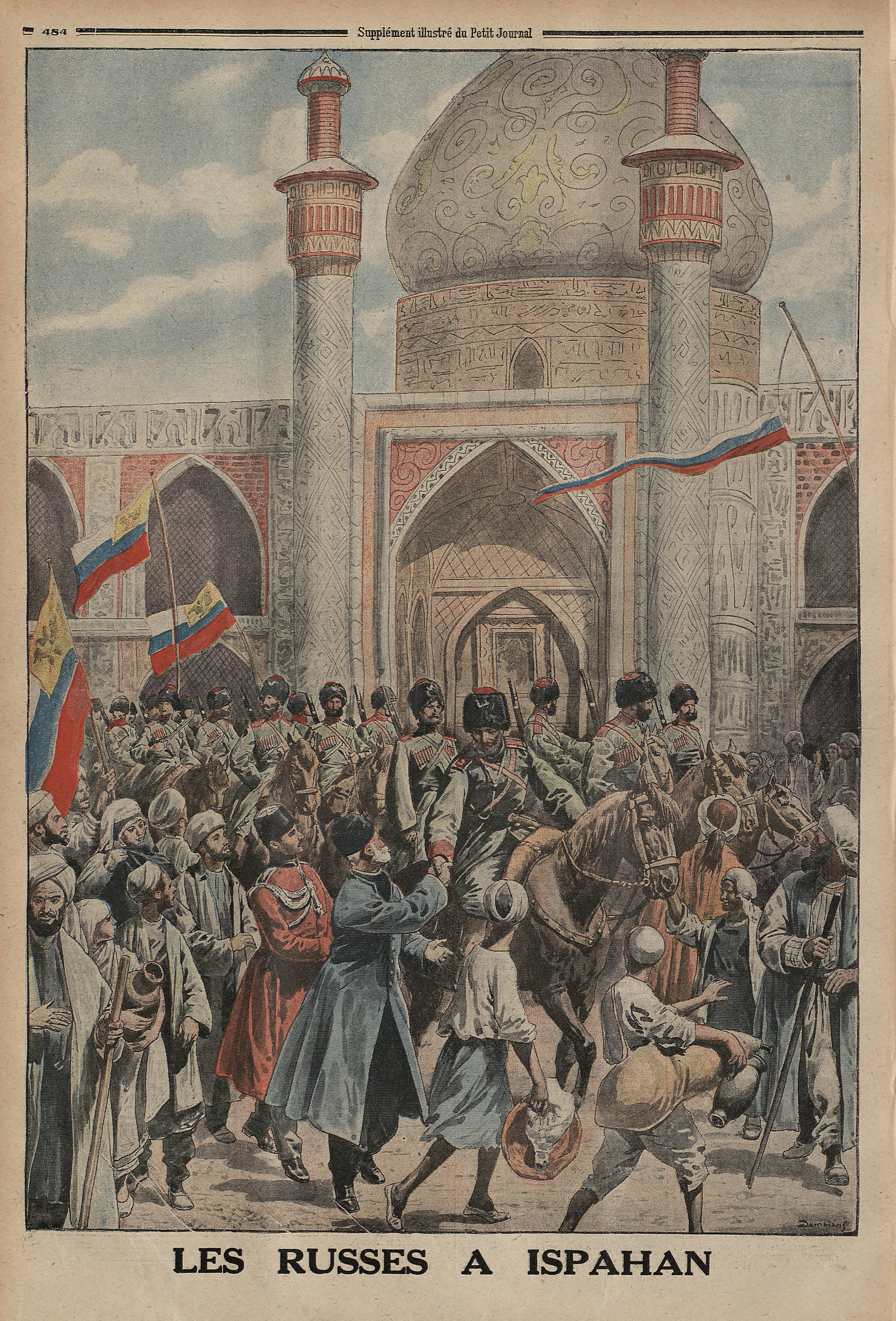
«روس‌ها در اصفهان»، تصویری چاپ‌شده در هفته‌نامه فرانسوی لو پتی ژورنال به تاریخ ۲۳ آوریل ۱۹۱۶

#### مرکز
در طول جنگ جهانی اول، علیرغم اعلام رسمی بی‌طرفی ایران، دو کشور بریتانیا و امپراتوری روسیه به دلیل عدم اعتماد باعث نقض حاکمیت ارضی شدند. روسیه، پس از اشغال شمال غرب ایران، در اطراف قزوین لشکر کشید و با نزدیک شدن به تهران (پایتخت ایران) باعث بحرانی شدن اوضاع تهران و انحلال مجلس شد. به‌طوری که احمدشاه و اطرافیان تصمیم گرفتند که با ترک تهران و جابه‌جایی پایتخت، سلسله قاجار را حفظ کنند. اما از دست رفتن پایتخت ممکن بود به شورش شهرها منجر شود. از این رو با جداسازی دولت و سلطنت، پایتخت دولت وقت به قم و سپس به اصفهان مهاجرت کرد و پایتخت سلطنت همچنان در تهران ماند. برای ایستادگی در برابر نیروهای روسیه و جابه‌جایی پایتخت دولت از تهران به قم و حفظ پایتخت سلطنت در تهران،  نیروهای مردمی به رهبری حیدر لطیفیان در نبردی موسوم به نبرد رباط‌کریم در اطراف تهران در برابر نیروهای روس مقاومت کردند. با آن که مقاومت مردمی در برابر روس ها شکست خورد، اما در هدف حفظ تهران از تسخیر توسط روسیه موفق شدند و پایتخت همچنان تهران ماند.

#### غرب
در غرب ایران و کردستان نیز ناآرامی‌هایی به وجود آمد. مشایخ نقشبندی در کردستان به فرماندهی شیخ محمد علی حسام الدین نقشبندی و طایفه سراج الدین و سلطان سنجر به قیام علیه ارتش روس برخاستند و توانستند در اطراف سنندج و منطقه مابین اورامانات و کامیاران و سنقر ارتش روسیه را شکست دهند. این پیروزی‌ها در حال گسترش بود که با کشته شدن سلطان سنجر این ناآرامی‌ها به سرعت خاموش شد.

## خشونت
امپراتوری روسیه در هنگام گسترش مستعمرات خود و فرمانروایی بر مردم آنها برای تحکیم قدرت خود همواره دست به خشونت‌ های بسیار گسترده و گوناگونی از جمله نسل‌کشی، قتل‌عام، اعدام‌ های گروهی، کوچ اجباری، کار اجباری، گرسنگی، و تشنگی کرده‌است.

## فهرست امپراتورهای روسیه
- پتر کبیر (۷ مه ۱۶۸۲ – ۸ فوریه ۱۷۲۵)
- کاترین یکم (۸ فوریه ۱۷۲۵ – ۱۷ مه ۱۷۲۷)
- پتر دوم (۱۸ مه ۱۷۲۷ – ۳۰ ژانویه ۱۷۳۰)
- آنا، امپراتریس روسیه (۳۰ ژانویه ۱۷۳۰ – ۲۸ اکتبر ۱۷۴۰)
- ایوان ششم (۲۸ اکتبر ۱۷۴۰ – ۶ دسامبر ۱۷۴۱)
- یلیزاوتا (۶ دسامبر ۱۷۴۱ – ۵ ژانویه ۱۷۶۲)
- پتر سوم (۵ ژانویه ۱۷۶۲ – ۹ ژوئیه ۱۷۶۲)
- کاترین کبیر (۹ ژوئیه ۱۷۶۲–۱۷ نوامبر ۱۷۹۶)
- پاول یکم (۱۷ نوامبر ۱۷۹۶–۲۳ مارس ۱۸۰۱)
- الکساندر یکم (۲۴ مارس ۱۸۰۱–۱ دسامبر ۱۸۲۵)
- نیکلای یکم (۱ دسامبر ۱۸۲۵ – ۲ مارس ۱۸۵۵)
- الکساندر دوم (۲ مارس ۱۸۵۵–۱۳ مارس ۱۸۸۱)
- الکساندر سوم (۱۳ مارس ۱۸۸۱–۱ نوامبر ۱۸۹۴)
- نیکلای دوم (۲۰ اکتبر ۱۸۹۴ – ۱۵ مارس ۱۹۱۷)